# Rio Capivari
Il Rio Capivari è un affluente del fiume Tietê nello Stato di San Paolo in Brasile.

## Percorso
Le sorgenti del fiume sono localizzate in comune di Jundiaí. Il fiume passa poi per Louveira, Vinhedo, Valinhos, Campinas, Monte Mor, Elias Fausto, Capivari e Rafard, e sfocia nel fiume Tietê in corrispondenza della omonima città.